# ハッジ
ハッジ（アラビア語: حجّ, EI方式ラテン文字転写: ḥad͟jd͟j）は、イスラム教における巡礼であり、イスラム教徒がメッカまで旅をして、ヒジュラ暦における巡礼月の8日から10日の間にメッカ郊外で行われる儀式に参加する宗教実践のことである。
ハッジは、健康で実践可能な財力のあるすべてのイスラム教徒が少なくとも人生のうちに1回は行うべきものとされており、スンナ派では信者の実践義務、五行の一つに数えられる。有効なハッジを完遂した男性は「ハーッジュ حاجّ ḥājj」、女性は「ハーッジャ حاجّة ḥājja）」という尊称で呼ばれ尊敬される。
サウジアラビア政府は、ズー・ル＝ヒッジャ（巡礼月、イスラーム暦の第12月）の間に巡礼を目的とする外国人に特別査証を発給している。また、サウジアラビアとイスラエルとは国交はないが、パレスチナ人やアラブ系イスラエル人のイスラム教徒たちは、ヨルダンのアンマンを経由してサウジアラビアに入国しハッジを行うことが可能である。また、メッカは、イスラム教徒以外の人間が立ち入ることは禁じられていて、市内全域がイスラム教の聖地である。

## 準備
伝統的に、メッカへ巡礼する人たちは、友達と、家族と、あるいは地域のモスクの主催でといった具合に、お金を節約するために集団で旅行した。イスラム教圏の航空会社では、メッカへの巡礼者のために特別チャーター便（ハッジ・フライト）を運航している航空会社もある。女性がメッカに行く際には、父親や夫、あるいは兄弟といった男性の親族と一緒にメッカに行くことを奨励されているが、サウジアラビア政府は、単身での渡航を許可している。メッカでは、ムタッウィフ (Mutawwif) と呼ばれるガイド役が、巡礼にまつわる様々な手助けをする。
彼らがメッカに滞在する間、イフラーム (iḥrām) と呼ばれる巡礼中の禁忌の状態に入り、定められた場所（ミーカート）で男性の巡礼者は巡礼用の衣服の着用が求められる。女性には巡礼用の特別着の規定はなく、全身を覆う服を着用し、顔だけを出すようにすれば良いとされる。男性の場合、イフラームは2枚の縁縫いのない布からできていて、胴の上はだらりと垂れ下がっている。また、白い飾り帯によって布地の下の方は守られていて、これに、サンダルが付随する格好である。イフラームは、神の前では巡礼者はすべて平等であるということ示すためのものであり、すべての人間が同じように衣装をまとっている時には、たとえ王子であれ貧困者であれ、その間では、まったく相違がないことを象徴付けている。イフラームはまた、清純と免罪を象徴する。
イフラームへ着替えるために明示された場所をミーカート (mīqāt) と呼ぶ。イフラームを身につけている間は、巡礼者は髭を剃らず、爪も切らず、宝石も身に着けない（ただし腕時計は身につけることが多く、その質で身分の見当はつく）。タルビヤ (en:Talbiyah) として知られる祈りは、巡礼者がその衣装を纏っている際に、詠唱される。

## ハッジの遂行

### ウムラ
メッカに到着すると巡礼者（地方で‘ハージー’(en:Hajji) として知られる）は、アブラハムとハガルの生涯そして世界中に広がるムスリムの一体性を象徴する宗教的な儀式を執り行う。これらの信仰の行動は、すなわち、
- タワーフ：カアバ神殿の周りを急ぎ足で4回、続いて3回ゆったりとしたペースで、反時計回りに回ること。可能ならば各回ごとに黒石に接吻、もしくは手で触れる。
- サアイ（英語版） (sa ‘y） ：マスジド・アル・ハラーム内に今はあるサファーとマルワ の丘の間を7回駆け足で往復すること。このことは、ザムザムの泉（ザムザム）が天使と神によって送られる前のハガルの狂わんばかりの水探しを再現したものである。

これらの儀式がウムラを構成し、小巡礼ともたびたび呼ばれる。宗教的儀式ではないが、ウムラの儀式が終わった際には、ザムザムの泉の水を多くの巡礼者は飲む。また、人々は、おおよそ1インチほど、自らの髪を刈り込む。
ここで、巡礼者は、イフラームから普通の服装に着替えることができる。

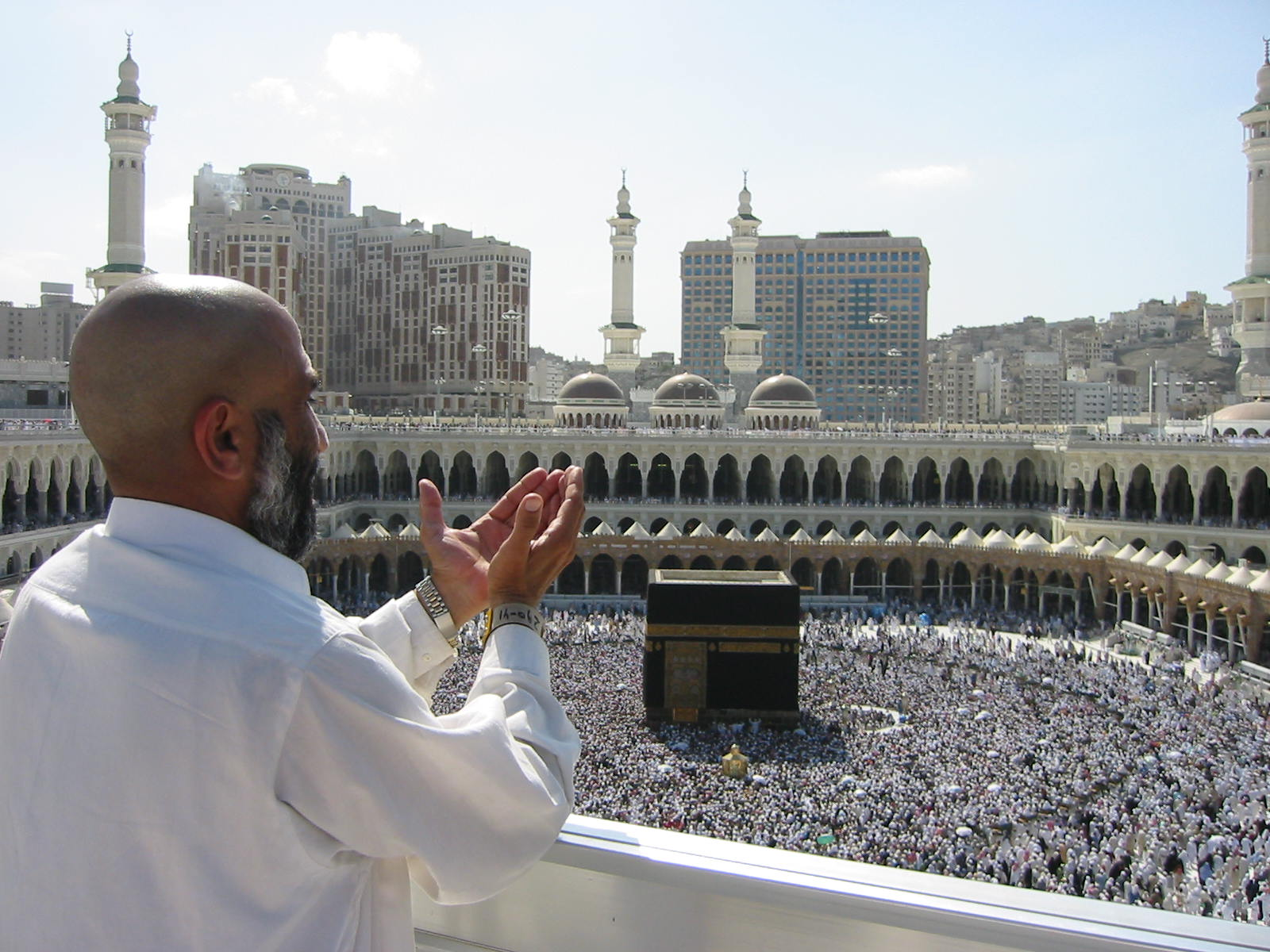
懇願する巡礼者（マスジド・ハラーム (Masjid Al Haram) にて）

### メディナへの巡礼
ハッジに求められている部分ではないにもかかわらず、ウムラの後に、巡礼者は、メディナ（マディーナ）の「預言者のモスク」を訪問する。ムハンマドの墓がモスクの近くにあり、同様に、アブー・バクルとウマル・イブン・ハッターブの墓もある。一晩かそれ以上、巡礼者は、メディナに滞在した後、大巡礼を始める準備のために、メッカに戻る。

### ハッジの完了
大巡礼は、巡礼月の第8日から始まる。巡礼者は再び、イフラームを着用する。そして、メッカから近くの町のミナ へ移動する。そこで、彼らはその日の残りを費やす。
翌朝、すなわち、巡礼月の第9日に、巡礼者は、ミナからアラファト山へ移動する。彼らは、日没までは、日中、アラファト山の定められた区画内で過ごすことになる。アラファト山の滞在の間は、宗教的儀式や祈りは要求されていないが、多くの巡礼者が祈り、神との対話、自らの人生について思索する時間に費やす。日没後に彼らは、アラファト山とミナの間にある地域のムズダリファ へ移動する。そこは、ジャマラートの投石 (en:stoning of the jamarat) のために、小石が集められている場所である。
ムズダリファで夜を過ごした後で、巡礼者は、ミナへと戻る。その時には、すでに、巡礼月の10日になっている。ジャマラートの投石の儀式の最初に、巡礼者は、ミナにある大きなジャムラー（壁）に向け、7つの小石を投げる（ジャマラート橋参照）。その後で、一匹の動物が生贄になる。伝統的に、巡礼者は、自らの手で動物を殺すか監督するかのどちらかである。今日では、大巡礼が始まる前に、多くの巡礼者は、メッカにて犠牲となった証を買い求める。
巡礼月の10日、巡礼者は、イフラームの制限から解放される。すなわち、髪を剃り（あるいは切り）、イフラームの服装から着替える。髪を剃るという行為は、再生の象徴であると同時に、ハッジを完了したことによっての巡礼者の罪が一掃されたことを示す。その日中に、巡礼者は、メッカにあるマスジド・アル・ハラームを訪問する。10日の晩に、ミナへと帰着する。
11日の昼間、ミナにある3つの壁全てに石を投げなければならない。同様の儀式を次の日にも実行しなければならない。巡礼者は、12日の日没までに、ミナからメッカへ移動しなければならない。もしもできないようであれば、13日の日にメッカに旅立つ前に、巡礼者は、再度、同様の儀式を実施する必要がある。
最終的には、メッカを立ち去る前に、巡礼者は、“Tawaf al-Wada”（タワーフ・アル・ワダ も参照）と呼ばれる別れのタワーフを演じるのである。

2010年、メッカ、ミナ、ムズダリファ、アラファトを結ぶ鉄道が中国の企業によって建設され、巡礼期間中のみ運行されている。

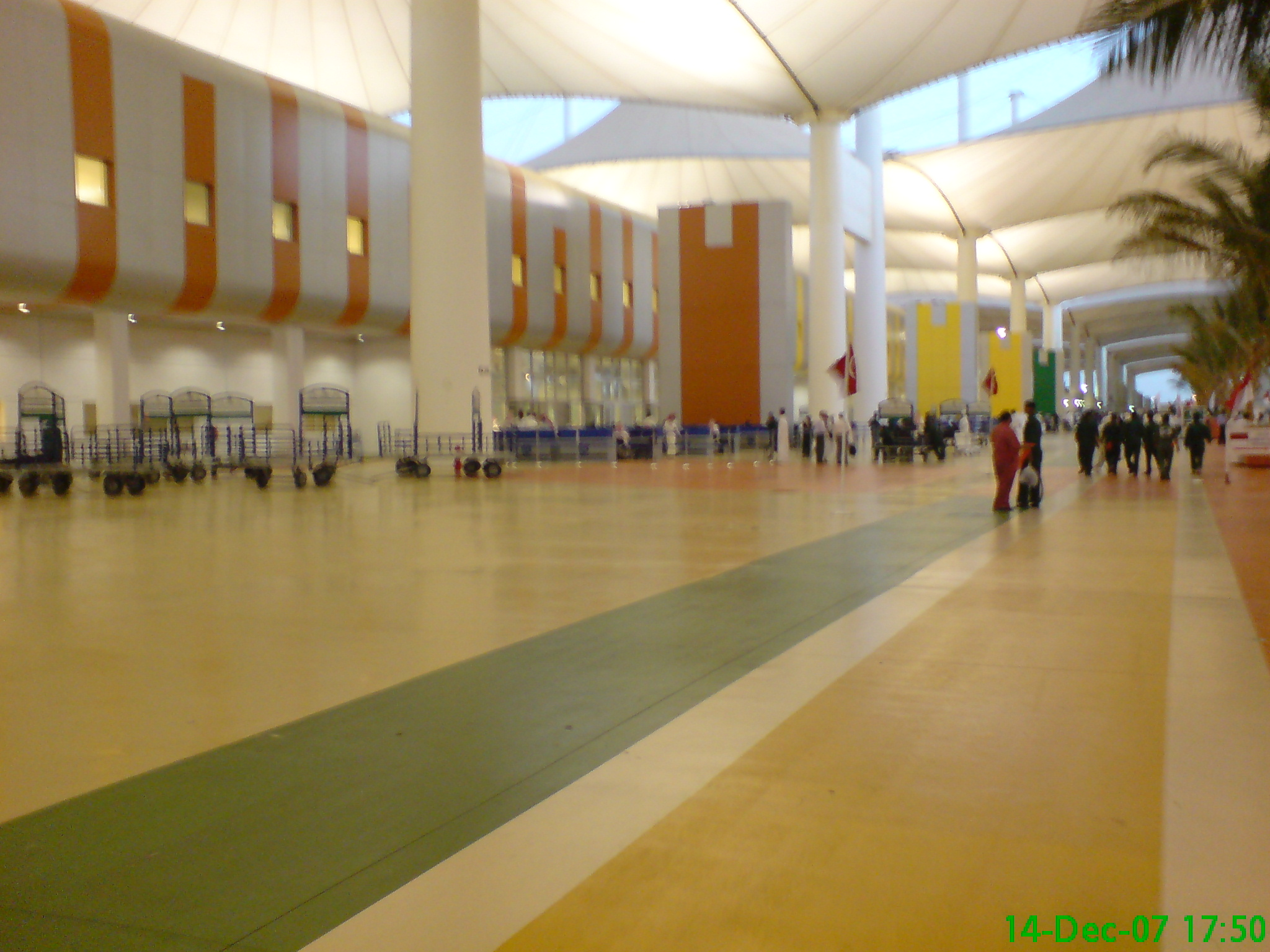
キング・アブドゥルアズィーズ国際空港ハッジ・ターミナル
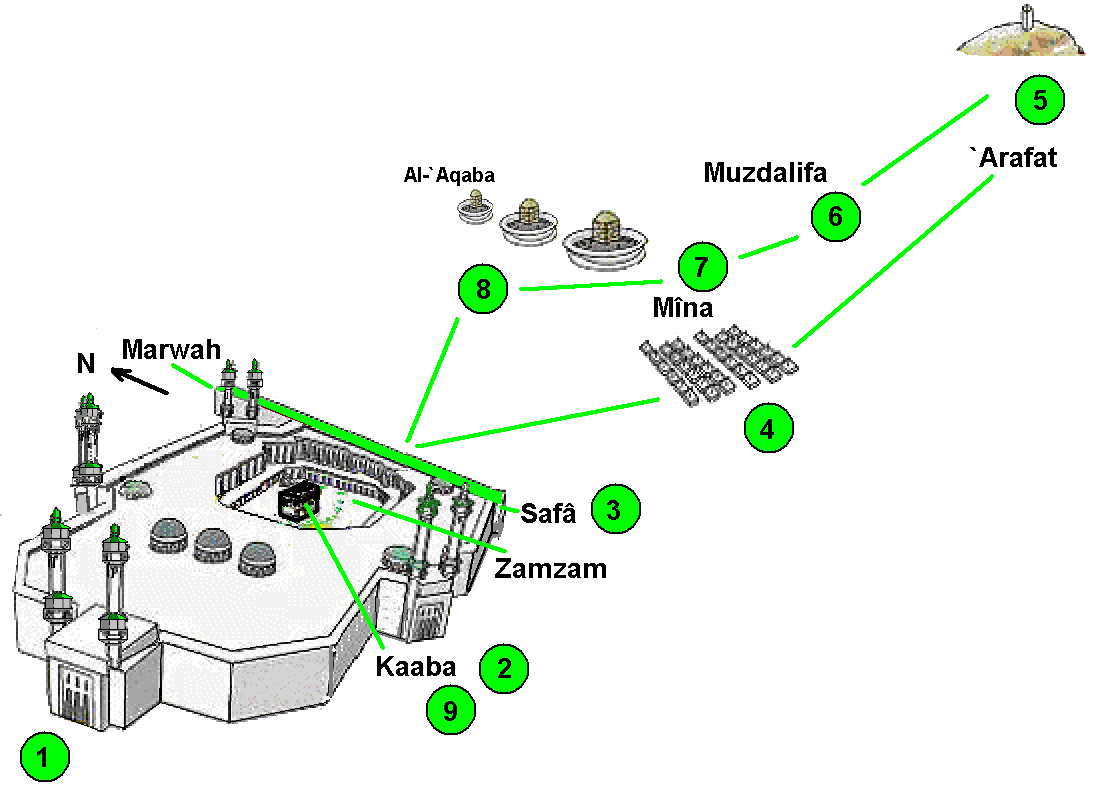
巡礼のルート
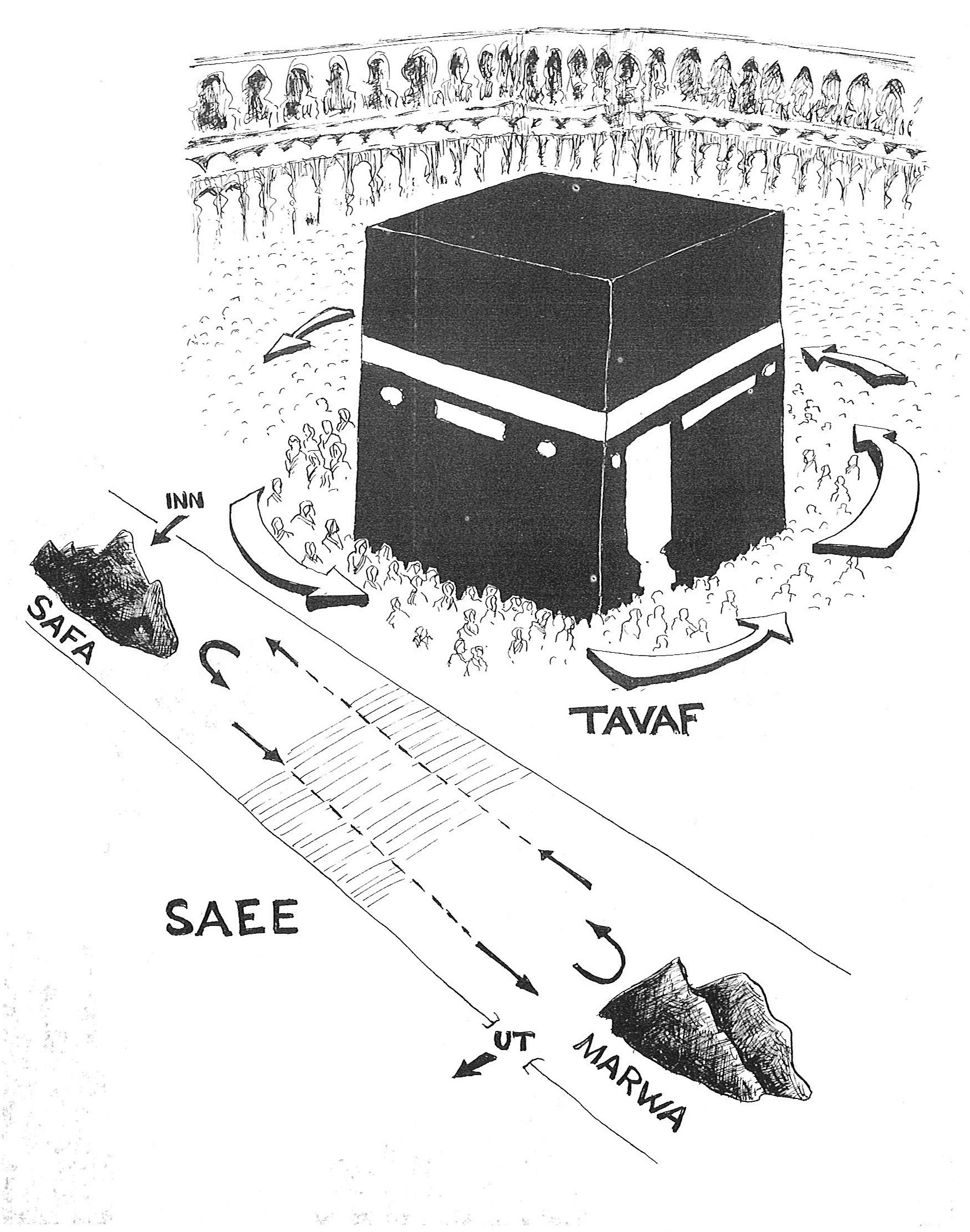
タワーフ、サーイ、サファーとマルワの丘
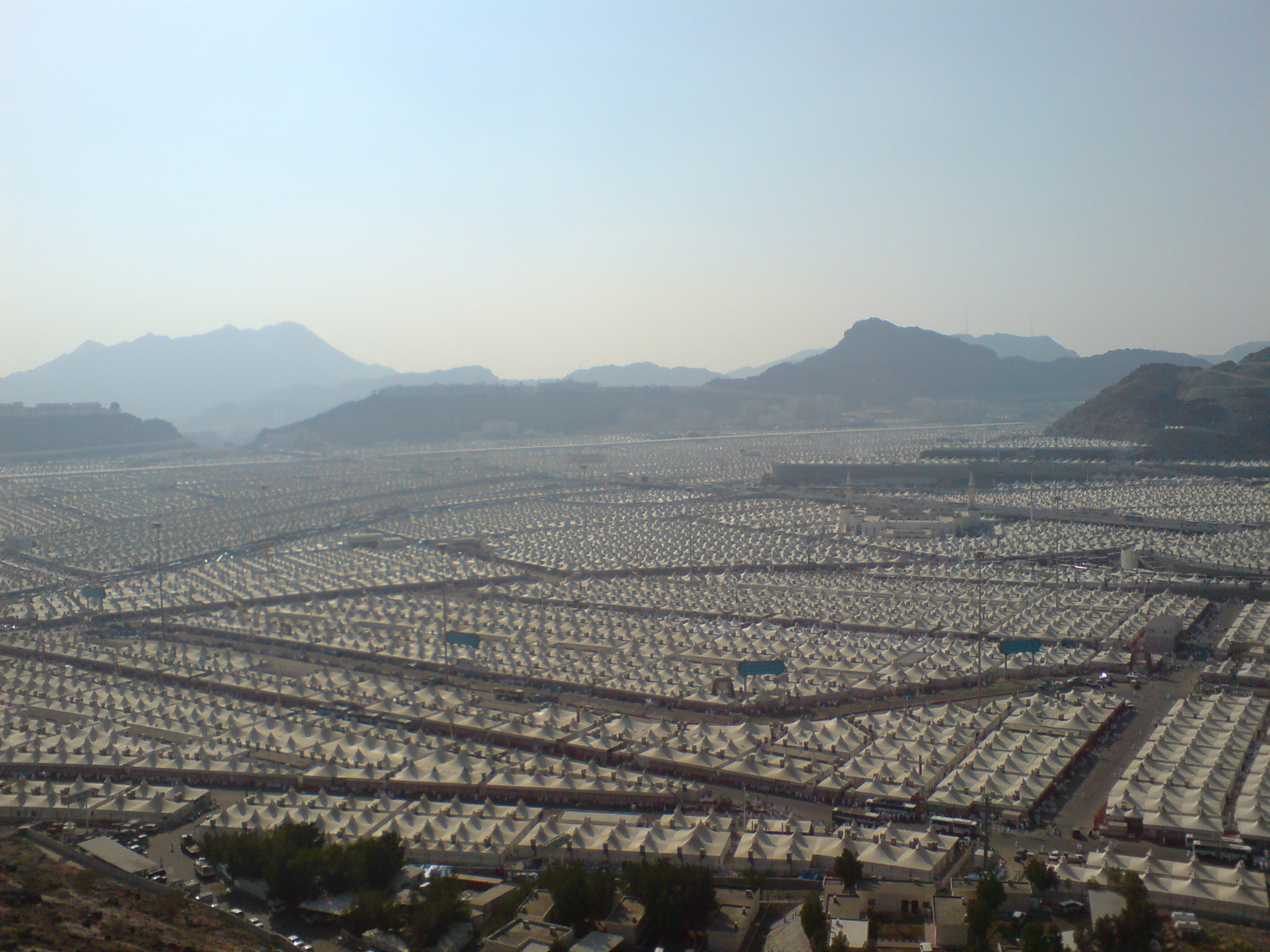
ミナ
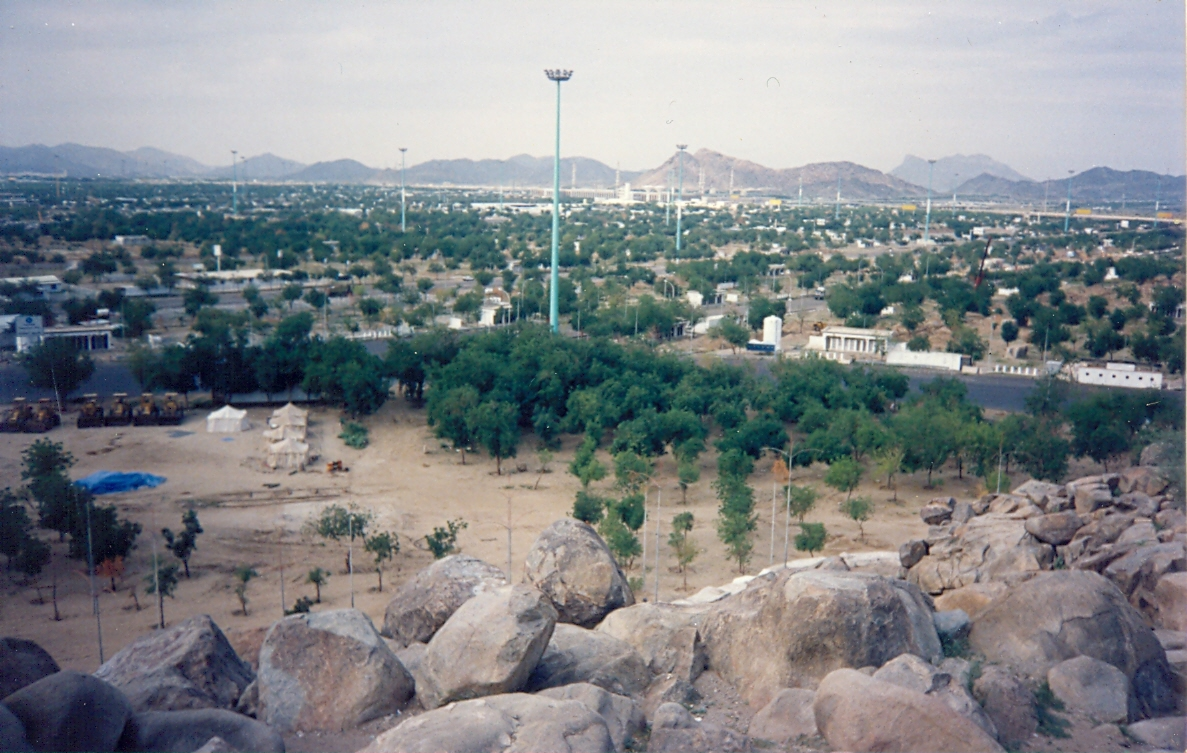
ムズダリファ
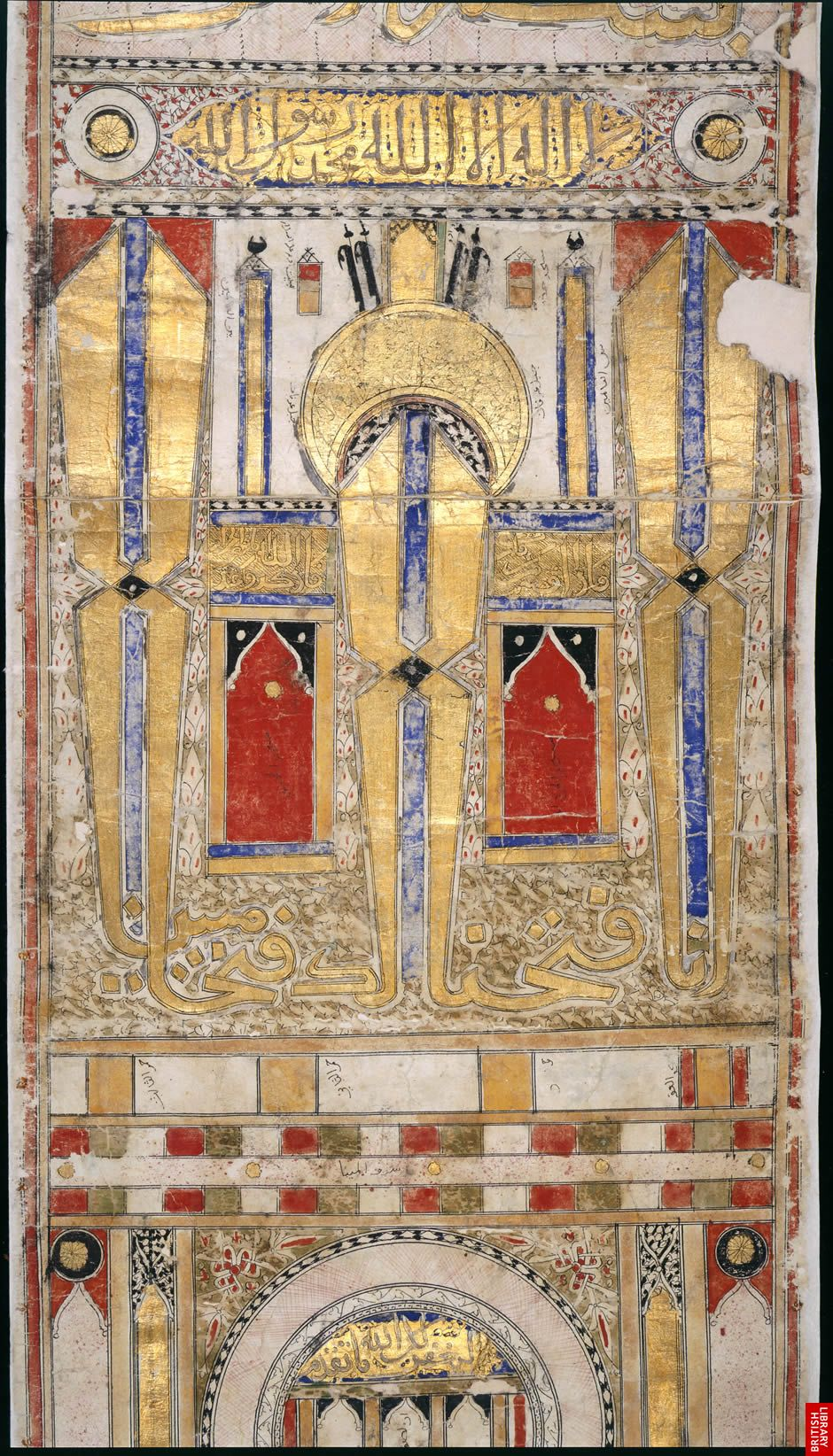
15世紀のハッジの証明書

## ハッジの類型
シャーフィイー、マーリク、ハンバル、ハナフィーといったイスラーム法学（マズハブ#スンナ派の四大法学派も参照）によると、ハッジには3つの類型がある。
- ウムラの儀式を演じた後で、前述したハッジの儀式を行う「ハッジ・アル・タマトゥ」
- ハッジの儀式を最初に執り行った後で、ウムラの儀式のためにイフラームを身に纏う「ハッジ・アル・イフラド」
- ハッジ及びウムラの間イフラームを身に纏う「ハッジ・アル・キーラン」

イマミーヤー学派は、ハッジを第1の類型と考えてはいるが、後2者も同一視している。

## ハッジの影響

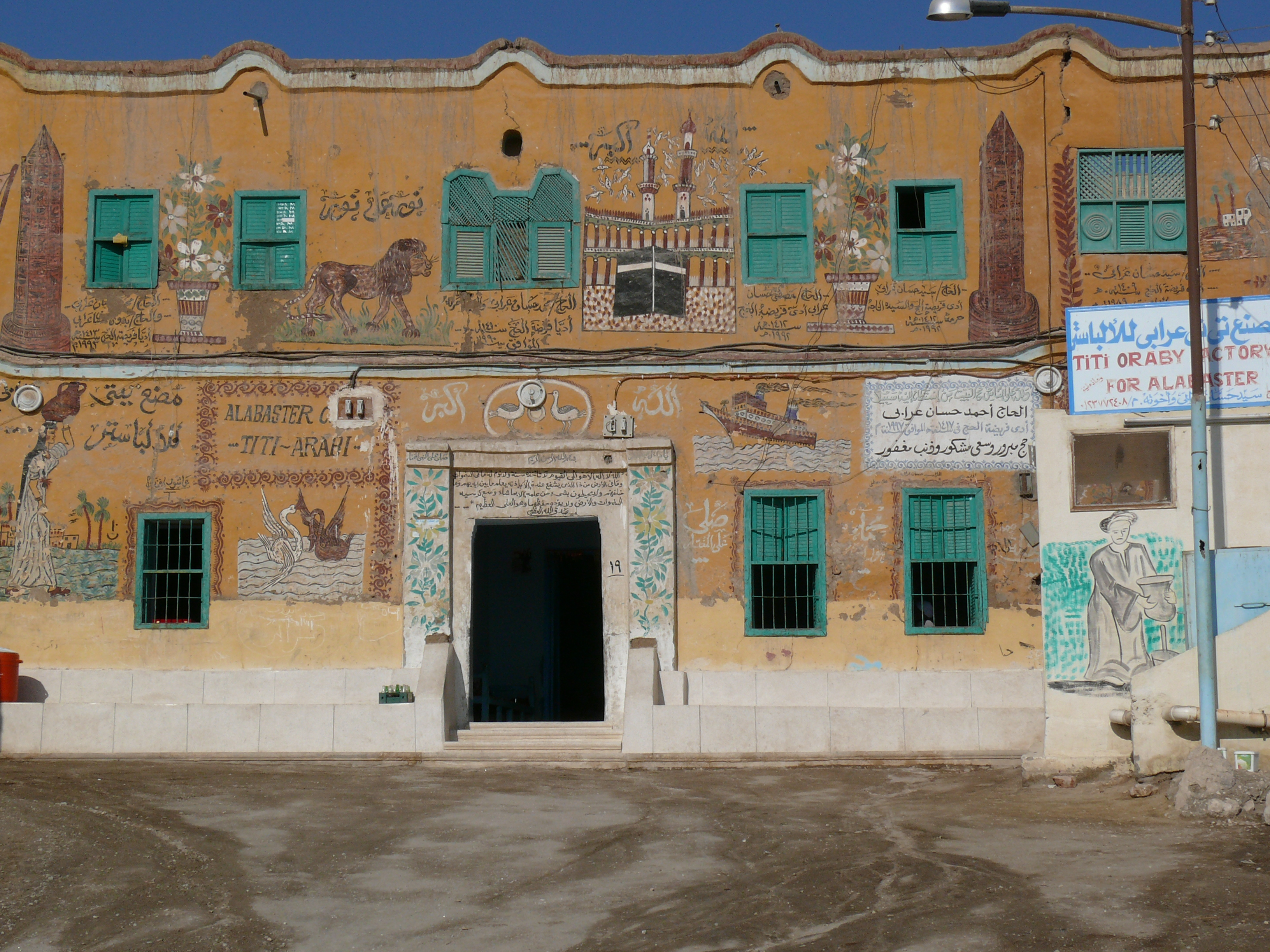
ハッジの絵を描いたエジプトの家

巡礼を終えた者は、男性はハッジー、女性はハッジャの尊称を付けて呼ばれ、尊重される。これはハッジを向かう動機付けにもなる。ただ、その名前は、宗教的な土台が必ずしもあるわけではない。エジプトでは、ハッジを済ませた者の家の壁に、ハッジにまつわる絵を描く習慣がある。
イスラム導師によれば、ハッジとは神への奉仕の表現であり、社会的な立場を獲得する意味はない。タルビヤを祈ったものには、その心が反映されるのである。信者は、巡礼を行うことで自らの動機を自覚し、その成就のために自己改革を常に希求することになる。

### 精神的側面
ハッジを達成した巡礼者は、物理的な苦難を伴いながらも、自らの人生の中でも最も精神的な経験をしたと考える。多くのムスリムが、ハッジをもっとも偉大な達成とみなす。なぜなら、彼らの周りにいる人々にも「ハッジを完遂する」という唯一の目標を提供し、焦点に当てさせるからである。
ムスリムにとって、ハッジの儀式は、深い心理的な意義を持っていると考えられる。普段は、巡礼を行うことは、深遠なる経験と同じ意味を持つ。宗教の教えに従って人生を営み、精神面でも、適切な状況であるのであれば、巡礼という行為は、精神的にも個人を変革しうるのである。
少なくとも人生に一度は、ムスリムは巡礼という行為を求められる。敬虔なイスラム教徒の人生は、全ての人生は巡礼であるという精神的な目標によって方向付けられる。

### 制限
かつては距離や経済的な問題などで、メッカから遠く離れた地に住むムスリムは、一部の富裕層を除いて巡礼など夢のまた夢であった。しかし、近年になって交通網が発達し、経済成長を遂げた国では、一般市民の所得でもハッジが可能となってきた。あまりにも渡航希望者が多くなりすぎたため、例えばインドネシアではメッカ巡礼者の数を制限している。年20万人は許可されるが、それを遥かに上回る人数が渡航希望を出すため、希望を出してからも10年以上は待つことになるという。

### 感染症
世界各地から不特定多数が集まるため、感染症の流行が起こりやすい。特に髄膜炎菌感染症が問題視されており、参加者は髄膜炎菌ワクチンの接収証明が必須となった。

## ハッジ中の事故・事件
ハッジの間には、数百人もの人々が命を落とす多くの事故や事件が起こる。最悪な事件は、大多数の人間が、ジャムラの周りに集まり投石を行っている際に起こっている（ジャマラート橋を参照）。2006年1月12日に起きたときは、350人の人々が亡くなった。また、多くの人々が狭い区画の中にいる時には、将棋倒しが起こることも多い。
将棋倒し
- 1990年7月2日：Al-Ma'aisimトンネルで将棋倒しが発生、巡礼者1,426人死亡
- 1994年5月23日：儀式での投石中に将棋倒しで、270人が死亡
- 1998年4月9日：ジャマラート橋で事故が発生118人圧死、180人が負傷
- 2001年5月5日：儀式での投石中の将棋倒しで、35人が死亡
- 2003年2月11日：儀式での投石中の将棋倒しで、14人が死亡
- 2004年2月1日：儀式での投石中の将棋倒しで、251人が死亡、244人が負傷
- 2006年1月12日：儀式での投石中の将棋倒しで、少なくとも346人が死亡し、289人以上が負傷
- 2015年9月24日：ジャマラート橋に別方向から来た2つの大グループが殺到し将棋倒しが発生、少なくとも2,181人が死亡（2015年メナー群衆事故）

火事
- 1975年12月：可燃性ガス缶が原因でテントが燃え、200人の巡礼者が死亡
- 1997年4月15日：テントが燃え、343人死亡、1,500人負傷（現在はテントを耐火性に変更）
- 2011年11月1日：2台のバスが移動中、先頭のバスから煙が出ているのを発見。無線で停止と避難を呼びかけたが、夫婦2人が3回の爆発に巻き込まれ死亡

暴動・テロ
- 1987年7月31日：イラン人巡礼団の反米デモ隊が、サウジアラビアの警官隊と衝突し、少なくとも400人が死亡、1,000人以上負傷
- 1989年7月9日：2個の爆弾が爆発し、1人死亡、16人が負傷。当初イランの工作員の犯行とみられていたが、クウェートのシーア派イスラム教徒16名を処刑した。

航空事故
- 1973年1月22日：ロイヤル・ヨルダン航空のボーイング707がナイジェリアカノで墜落し、メッカから戻る予定だった巡礼者176人が死亡した。
- 1974年12月4日：マーティンエアー138便がスリランカコロンボ近郊に墜落した。この事故でインドネシア人の巡礼者182人と搭乗員9人が死亡した。
- 1978年11月15日：アイスランディック航空001便墜落事故によって、183人が死亡
- 1979年11月26日：パキスタン国際航空740便が旧ジェッダ国際空港から離陸した直後に墜落した。156人が死亡
- 1980年8月19日：サウジアラビア航空163便火災事故によって、301人死亡
- 1991年7月11日：ナイジェリア航空2120便墜落事故によって、261人死亡

その他
- 2006年12月：243人が死亡、多くが高齢者で巡礼の疲れと気温によるものであるとサウジアラビア政府は発表している。
- 2006年12月：バス事故によって、イギリス人3人が死亡、34人が負傷
- 2006年1月5日：Al Ghazaホテル倒壊で76人死亡、64人が負傷
- 2011年11月：交通事故でアフガニスタン人13人が死亡し、数十人が負傷
- 2015年9月11日：クレーンがモスクに落下、107人超が死亡、230人以上が負傷
- 2024年6月：1,300人以上が死亡し、行方不明者も多数報告されている。サウジアラビア政府は摂氏50度を超える気温と、避暑の為の避難所が使用できない大多数の非正規ビザ巡礼者による不適切な移動計画を原因としている。

## メッカでの非ムスリム
第2代カリフ・ウマルは、ヒジャーズ地方から非ムスリムを追放したと多くのムスリムに信じられている。非ムスリムは、聖地を訪問しまた住むことを許されていない。このことに関しては、多くの反証があるが、しかしながら、18世紀から19世紀にかけて、アラビアの大部分では、非ムスリムは歓迎されてはいなかった。イエメンにおけるユダヤ共同体と同様の小さな共同体が、いくつかの港や都市で見受けることが可能ではあるが、一般の旅行者は、自らの命を犠牲にしての旅行を余儀なくされた。このことは、権威者によって強制されるのではなく、群集によって強制された。聖地のメッカ、メディナを擁するヒジャース地方では、もっとも厳格に強制された。
「禁足の地」とハッジのミステリーの存在が、ヨーロッパの旅行者の好奇心を駆り立てた。何人かのヨーロッパ人が、ムスリムを装って、メッカに入り、カアバを訪れ、ハッジを経験している。もっとも有名な外国人の手によるメッカへの巡礼の説明は、19世紀のイギリス人冒険家、バートンが執筆した『メッカとメディナへの巡礼の物語』である。
実際には、メッカに、非ムスリムをルーツに持つものが入城することはそれほど困難なことではない。イスラームは世界宗教であり、異教徒の改宗に一切の制限や条件を設けない。そのため、イスラームに改宗さえすれば、メッカに入城する事は一切妨げられることはない。そのため、メッカに何らかの事情で入る必要がある異教徒は、便宜上イスラームに改宗した上で入城する事ができる。もちろん、メッカでの用事が済んだ後、その者がイスラームを棄教するとすれば、イスラームの立場からすればそれは大問題であるが、少なくとも改宗やメッカに入城する時点でそれを問われる事は一切ない。

## ムタッウィフ
ムタッウィフ（アラビア語: مطوف ラテン文字化: Mutawwif）は、ハッジのガイドをする周遊旅行業者である。ハッジを管理するサウジアラビア政府とともに、重要な役割を果たしている。メッカのいくつかの一族により伝統的に運営されている。1930年代に、サウジアラビア初代国王アブドゥルアズィーズ・イブン＝サウードが、ムタッウィフを6つの会社に統合した。ムタッウィフは、巡礼に訪れた人々のために、聖地への案内や買い物ツアーだけでなく、様々な仕事がある。渡航書類の保管から、交通手段や宿泊施設の手配、儀式のセッティング、陣痛の妊婦を病院に運んだり、現地の料理を好まない場合には、好みの食べ物の調達もする。

## その他の用法
イラクに従軍するアメリカ兵の間では、イラク人らに対する侮蔑語として彼らを「ハッジ」と呼んでいた。
これはイラク周辺で巡礼に行ったことのありそうな年配男性を呼ぶのに使われる حَجِّي（ḥajjī, ハッジー）が由来で、現地方言では「巡礼者、巡礼を済ませた人」という意味以外に「じいさん、おやじさん」という呼びかけとして多用されている語である。

## 歴史
イスラム教徒の立場からはジャーヒリーヤと呼ばれる多神教時代のアラブ社会においても、遅くとも7世紀始めごろには、メッカの聖域を中心に、いくつかの聖所を訪問する巡礼が盛んであった:15-54。この頃、カアバを有するメッカのほかにも、その周辺に神殿や聖所が複数あってメッカを中心とした信仰圏を形成していた:15-54。多神教時代の巡礼者は、メッカの東方に立つ定期市にひと月ほど参加して商売をしながら各所に詣で、最後にメッカ入りを果たして、帰路に着いていた:15-54。
イスラム教の預言者ムハンマドが巡礼についての考えを明確化し始めたのは、メッカでの迫害を避けるためにメディナへ移住（ヒジュラ）した622年のあとのことと推定されている:15-54。ムハンマドは、巡礼の対象となる神の居所が、先行する一神教であるユダヤ教やキリスト教の信徒が信じるようにエルサレムであると捉えていたが、次第にメッカのカアバであると確信するようになり、624年に礼拝（サラート）の方向（キブラ）をエルサレムの方角からメッカの方角に変更した:15-54。メッカ軍との戦闘に勝利したバドルの戦い後の625年には「一生のうち少なくとも一回の巡礼がすべてのムスリムの義務である」（Q3:91） という旨の啓示が下りた:15-54。当時メッカはイスラーム共同体を敵視する多神教徒が支配しており、容易には実行不可能な義務であったが、以後、ムハンマドは繰り返しメッカ巡礼を実現しようとした:15-54。
ムハンマドは628年3月（ヒジュラ暦6年ズル・カアダ月）に一神教徒軍をひき連れてメッカ巡礼を実行に移そうとした:371。しかしメッカ軍に妨害され、実現しなかった:371。そのかわり、メッカ西方のフダイビーヤという場所でメッカ方と10年間の休戦協定を結び、翌年は神聖月にイスラーム共同体のメンバーがカアバに詣でることを認めさせた:15-54:371。和約が成った際、ムハンマドはメッカの聖域内で屠る予定であった犠牲獣をフダイビーヤで屠り、静かな声で側近に、自分の髪を切るよう申し付けた:371。要求が妨害され、いきり立っていた一神教徒軍は、ムハンマドの権威に従い、彼ら自身も髪を切り:371、神聖月における流血が回避された。
翌年ヒジュラ暦7年の終わりごろ（629年初め）にムハンマドはフダイビーヤの和約の権利を行使してカアバで儀式を行い、「巡礼を完遂」した:371。上記啓示後初めてのムハンマドの巡礼の実現である:15-54。ここで完遂された巡礼はウムラであるとみなされている:371。その次にイスラーム共同体が実践した巡礼は、メッカ占領（ヒジュラ暦8年）後のヒジュラ暦9年の巡礼である。ムハンマドはメディーナからのキャラバンをアブー・バクルに率いさせ、メッカへと向かわせた。このキャラバンには後から派遣されたアリー・ブン・アビー・ターリブが追い付き、不信仰者は預言者と特別な取り決めがない限り巡礼する必要がないという内容の啓示（Q9.1）が伝えられた。
ハッジの歴史においては、その次の年にイスラーム共同体が実践した巡礼、すなわちヒジュラ暦10年の巡礼が決定的に重要である。この巡礼は預言者ムハンマド自身がキャラバンを率いた。ムハンマドはこの巡礼を終え、メディーナに戻って間もなく亡くなったため、この巡礼は「別離の巡礼」と呼ばれている。
「別離の巡礼」がハッジの歴史にとって重要な理由をヴェンジンクは2点挙げている。1点目は、「別離の巡礼」の実践中に預言者の行ったこと、語ったことについて、あまたの真正性の強い伝承が残されていること。イスラム教のハッジ中に実践される宗教的儀礼はすべて、このときの預言者の言行の伝承に沿ったものである。2点目は、置閏の完全廃止が決定されたこと。以後、ハッジの実践は、純粋な太陰暦で計られる時間の中に定位されることになった。

## 関連項目

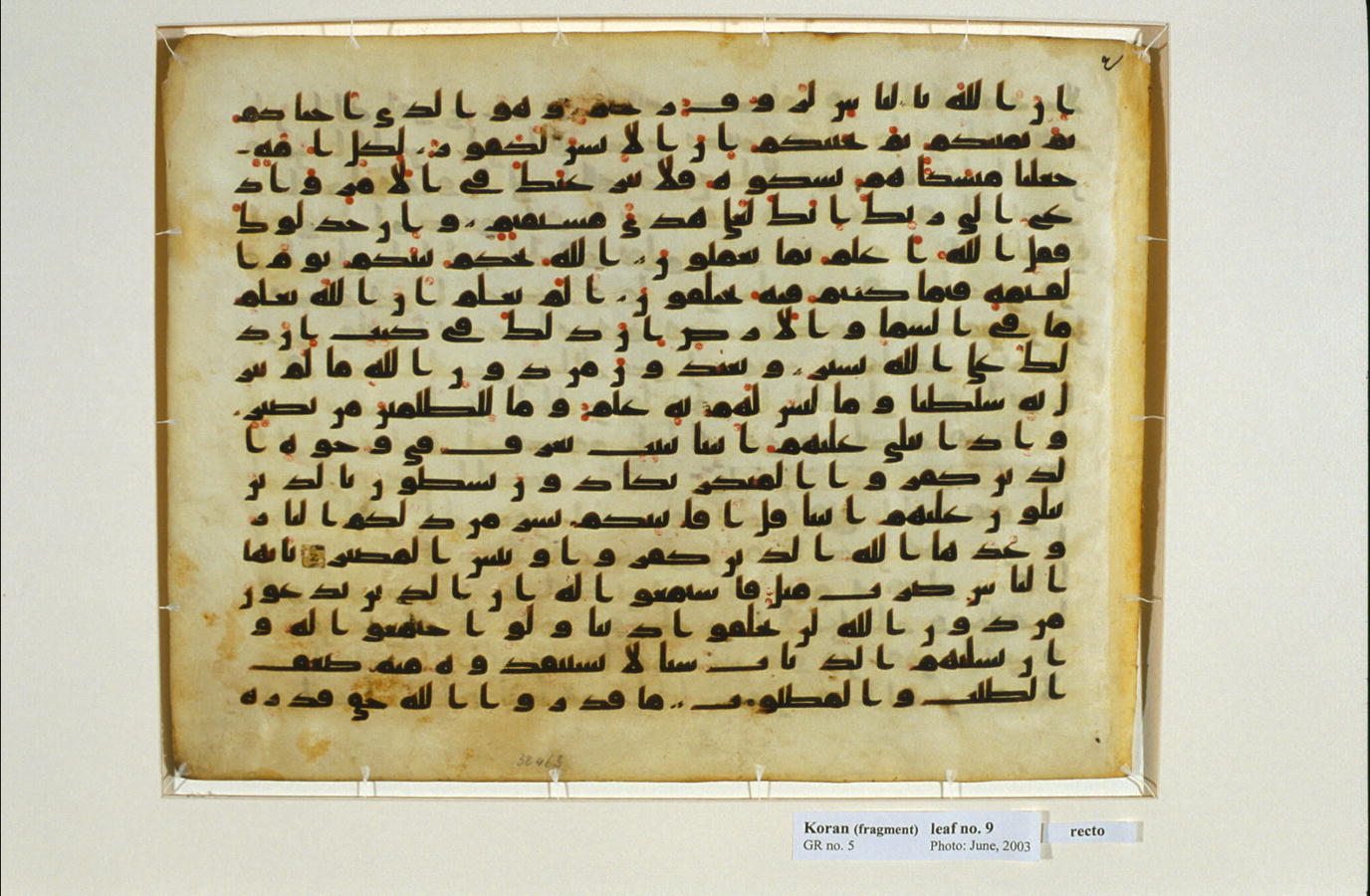
9-10世紀のアル・クルアーン22章『巡礼（アル・ハッジ）』